# Splendrillia janetae
Splendrillia janetae är en snäckart som beskrevs av Bartsch 1934. Splendrillia janetae ingår i släktet Splendrillia och familjen Drilliidae. Inga underarter finns listade i Catalogue of Life.